# Лузотропікалізм
Лузотропікалізм (порт. Lusotropicalismo; від лат. Lusitania та порт. trópico) — віра, особливо сильна в «Новій державі» Салазара, в те, що португальці — найкращі колонізатори серед усіх європейських народів. Заснована на тому, що завдяки жаркому, порівняно з рештою Європи, клімату Португалії, а також проживанню на її території в різні періоди часу римлян, вестготів та маврів, португальці нібито більш гуманні, доброзичливі та найкраще адаптуються до несприятливого клімату та інших культур. 
Крім того, на початку XX століття Португалія була присутня в своїх колоніях довше ніж будь-яка інша європейська країна, деякі з португальських заморських територій перебували під її безперервним пануванням близько п'яти століть. Це пояснювалося як справедливими, так і вигаданими аспектами расової демократії та цивілізаційної місії Португальської імперії, а також більше схильні до метисації. Ця точка зору приведена в книзі бразильця Жілберто Фрейре.
Погляди Фрейре були прийняті Антоніу Салазаром, так як вони узгоджувалися з його колоніальною політикою. при цьому стверджувалося що Португалія була багатокультурною, багаторасовою та розкидалася на кілька континентів з XV століття, так що втрата заморських володінь означатиме для Португалії втрату незалежності, оскільки зникне критична маса, необхідна для забезпечення політичної самостійності Португальської держави. Салазар підтримував лузотропікалізм починаючи з 1930-х та влаштував поїздку Фрейре до Португалії і її колонії в 1951-1952. Результатом цієї подорожі стала робота «Пригода та рутина» (порт. "Aventura e Rotina").